# Eurito
Eurito, figlio di Melaneo e Stratonice, era il re di Ecalia in Tessaglia. Ebbe quattro figli - Ifito, Clizio, Tosseo e Deioneo - e una figlia di eccezionale bellezza, Iole. Una leggenda attribuisce ad Eurito anche la paternità di una seconda figlia, Driope.
Eurito era il nipote di Apollo, il dio arciere, ed era a sua volta noto per la sua abilità nell'uso dell'arco: alcuni dicono che sia stato proprio Eurito ad insegnare ad Eracle ad utilizzare quell'arma.
Secondo quanto raccontato da Omero, Eurito finì per diventare così orgoglioso della sua abilità di arciere che osò lanciare una sfida ad Apollo. Il dio allora uccise il presuntuoso Eurito e il suo arco passò nelle mani del figlio Ifito che, tempo dopo lo diede al suo amico Odisseo: si tratta dell'arco di cui infine Odisseo si servì per uccidere i Proci che avevano insidiato sua moglie Penelope.
Una versione più nota della leggenda della morte di Eurito fa riferimento ad un suo scontro con Eracle. Eurito aveva promesso di concedere la mano di sua figlia Iole a chi fosse riuscito a battere lui e i suoi figli in una gara di tiro con l'arco. Eracle accettò la sfida e la vinse ma Eurito, temendo che l'eroe sarebbe potuto nuovamente impazzire ed uccidere i figli che avesse avuto da Iole così come era successo con quelli avuti da Megara, si rifiutò di mantenere la promessa.
Eracle se ne andò via infuriato e, poco tempo dopo, dodici delle cavalle di Eurito furono rubate. Secondo alcuni furono rubate da Eracle stesso, secondo altri l'autore del furto fu Autolico che poi le vendette ad Eracle.
Andato in cerca degli animali Ifito, che era convinto dell'innocenza di Eracle, andò a chiedergli di aiutarlo e si fermò a casa sua a Tirinto. Eracle invitò Ifito a seguirlo sulle mura del palazzo e lì, in un impeto d'ira, lo uccise lanciandolo giù. Per espiare il suo crimine Eracle fu condannato a servire come uno schiavo la regina dei Lidi Onfale per un periodo, a seconda delle leggende, di uno o tre anni.
Dopo aver sposato Deianira, Eracle tornò ad Ecalia alla testa di un esercito e, mosso dal desiderio di vendetta, saccheggiò la città, uccise Eurito e i suoi figli, e prese Iole per tenerla come concubina. Questo gesto condusse alla fine Eracle alla morte perché Deianira, temendo che il marito fosse innamorato di Iole più che di lei, gli diede un mantello intriso del sangue del centauro Nesso, credendo che fungesse come filtro d'amore. In realtà il sangue di Nesso era velenoso: Eracle, dopo aver ucciso l'Idra di Lerna, aveva intinto le proprie frecce nel sangue del mostro, che rendeva incurabili le ferite, e con una di queste aveva colpito il Centauro, il cui sangue fu pertanto contaminato da quello dell'Idra; così, quando Eracle indossò il mantello, questo gli aderì irreparabilmente alla pelle, e ogni tentativo di strapparlo via provocava ferite sempre più gravi; incapace di tollerare ancora questa sofferenza, Eracle si uccise salendo su una pira.